# Sonnenburg (Bad Sulza)

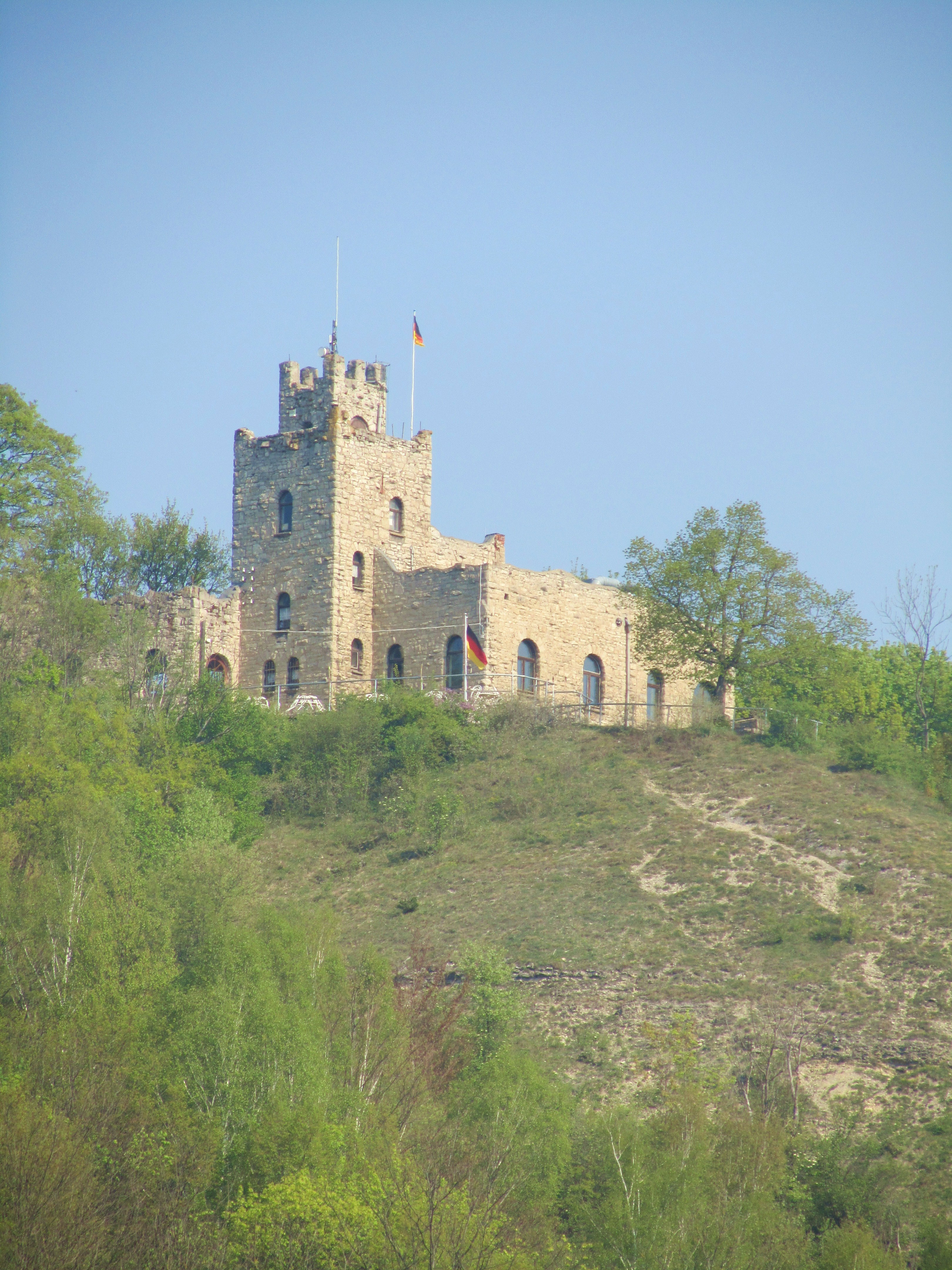
Sonnenburg von Süden, 2011

Die Sonnenburg bei Bad Sulza in Thüringen ist ein im Jahre 1908 als Ausflugsgaststätte erbautes Gebäude im neuromanischen Baustil, das sich weithin sichtbar über dem Ilmtal erhebt und einer mittelalterlichen Burganlage nachempfunden ist. Eine historische Burg an dieser Stelle oder ein anderes historisches Vorbild ist nicht belegt. Jedoch befand sich auf der Sonnenkuppe eine stein- und bronzezeitliche Siedlung; eine möglicherweise früher in Bad Sulza vorhandene Burg hat wahrscheinlich an einem anderen Ort gestanden. Man kann aber annehmen, dass sich die Bauherren der Sonnenburg von der nahen Rudelsburg inspirieren ließen.

## Lage
Die Sonnenburg liegt nördlich von Bad Sulza am Nordwesthang des Ilmtals nahe der Sonnenkuppe etwa 80 Meter über der Talsohle. Der Fußweg von der Stadtmitte Bad Sulza ist etwa 2 km lang bei einer Luftlinien-Entfernung von rund 1,2 km. Eine Fahrstraße zur „Burg“ führt über Sonnendorf.

## Geschichte
Der Verschönerungsverein der aufstrebenden Kurstadt Bad Sulza wollte am Anfang des 20. Jahrhunderts den Aussichtspunkt Sonnenkuppe (234 m über NN) durch den Bau eines Gasthauses aufwerten. Der Vereinsvorstand bestand zu dieser Zeit aus: Gärtnereibesitzer Ernst Kaiser (Gedenktafel von 1933 an der Burg), Fabrikant Max Heyland, Bürgermeister Rudolf Gröschner, Bauunternehmer Hermann Meißner, Maschinenmeister Reinhold Engler, Badearzt Dr. Schenk und Hofuhrmacher Hugo Pommernelle, die auf einem Foto vor dem fertigen Haus (siehe Quelle [2]) posieren.
Im März 1907 hatte der Verein für 500 Mark ein rund 20.000 Quadratmeter großes Grundstück südöstlich der Kuppe (damals als Unland bewertet) erworben und in seiner Versammlung am 28. November 1907 den Namen Sonnenburg beschlossen. Scharfe Kritik am historisierenden Bauentwurf kam vom Architekten und Kunsttheoretiker Paul Schultze-Naumburg aus dem nahen Saaleck, die aber wegen der bereits erteilten Baugenehmigung nicht berücksichtigt wurde. Einen Teil der Baukosten übernahm die Saline, hinzu kamen Darlehen von 41.000 Mark. Die Steine wurden in der Nähe der Baustelle gebrochen. Die Baufirmen Bittermann und Meißner führten den Bau aus. Ab Dezember 1907 wurde der Baugrund vorbereitet und am 15. März 1908 der Grundstein für das Haus gelegt, das am 18. Juli 1908 feierlich übergeben wurde. Im Jahre 1912 erhielt es Strom- und Wasseranschluss.
Das Gasthaus sollte als Filiale eines bestehenden Bewirtungsunternehmens arbeiten, jedoch fand sich dafür kein Pächter. Schließlich pachtete Fleischermeister Albert Stock aus Bad Sulza das Haus zur Bewirtschaftung und sollte dafür auf die Burg ziehen, was Umplanungen und zusätzliche Gebäude notwendig machte. Der Umsatz entwickelte sich in den Jahren nach der Eröffnung sehr gut, war jedoch stark vom Wetter abhängig.
Nach Ablauf des Pachtvertrages verkaufte der Verein das Haus im Mai 1919 an den Weimarer Fabrikanten Emil Wickel für 50.000 Mark. Die Anlage verblieb danach für längere Zeit in Privatbesitz; im Zweiten Weltkrieg war die Gaststätte geschlossen.
1951 wurden zwei Drittel des Grundstücks an die Stadt Bad Sulza übertragen. Danach wechselten Nutzer und Betreiber häufig. Bekannt sind unter anderem die Konsumgenossenschaft Bad Sulza sowie die VEB Geophysik Leipzig, Baustoffkombinat Sömmerda und Thüringer Obertrikotagen-Kombinat Apolda, von denen die Sonnenburg als Ferienheim und Kinderferienlager genutzt wurde. Die Gaststätte wurde in dieser Zeit von wechselnden Pächtern betrieben; mehrmals traten Konflikte zwischen öffentlicher (Gaststätte) und nicht öffentlicher Nutzung auf. 1962 bis 1964 erfolgten umfangreiche Sanierungsarbeiten. 2007 wurde das Objekt vollständig Privateigentum, was mit Zugangsbeschränkungen für die Öffentlichkeit verbunden war. Nach 2010 wurde der Service als schlecht bezeichnet. Nach 2015 wurde die Gaststätte dauerhaft geschlossen und das Gelände der öffentlichen Nutzung entzogen.
Im Jahr 2021 gab es Überlegungen, auf der Sonnenkuppe einen Aussichtsturm zu errichten und damit das private Sonnenburg-Grundstück zu umgehen, das den Aussichtspunkt „besetzt“. Dies ließ sich bis heute aber nicht finanzieren.

Bildergalerie
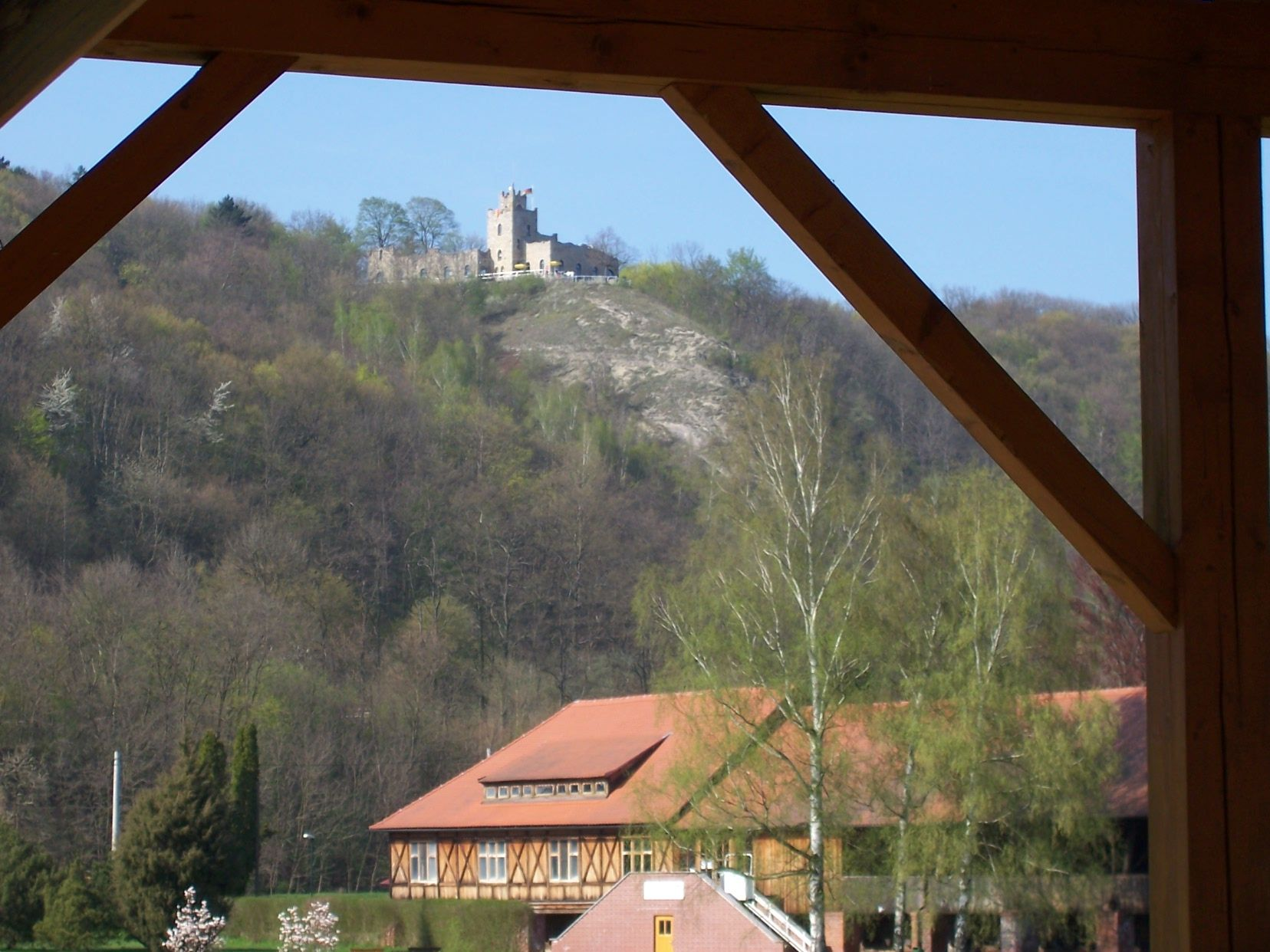
Blick vom Thüringer Weintor auf die Sonnenburg
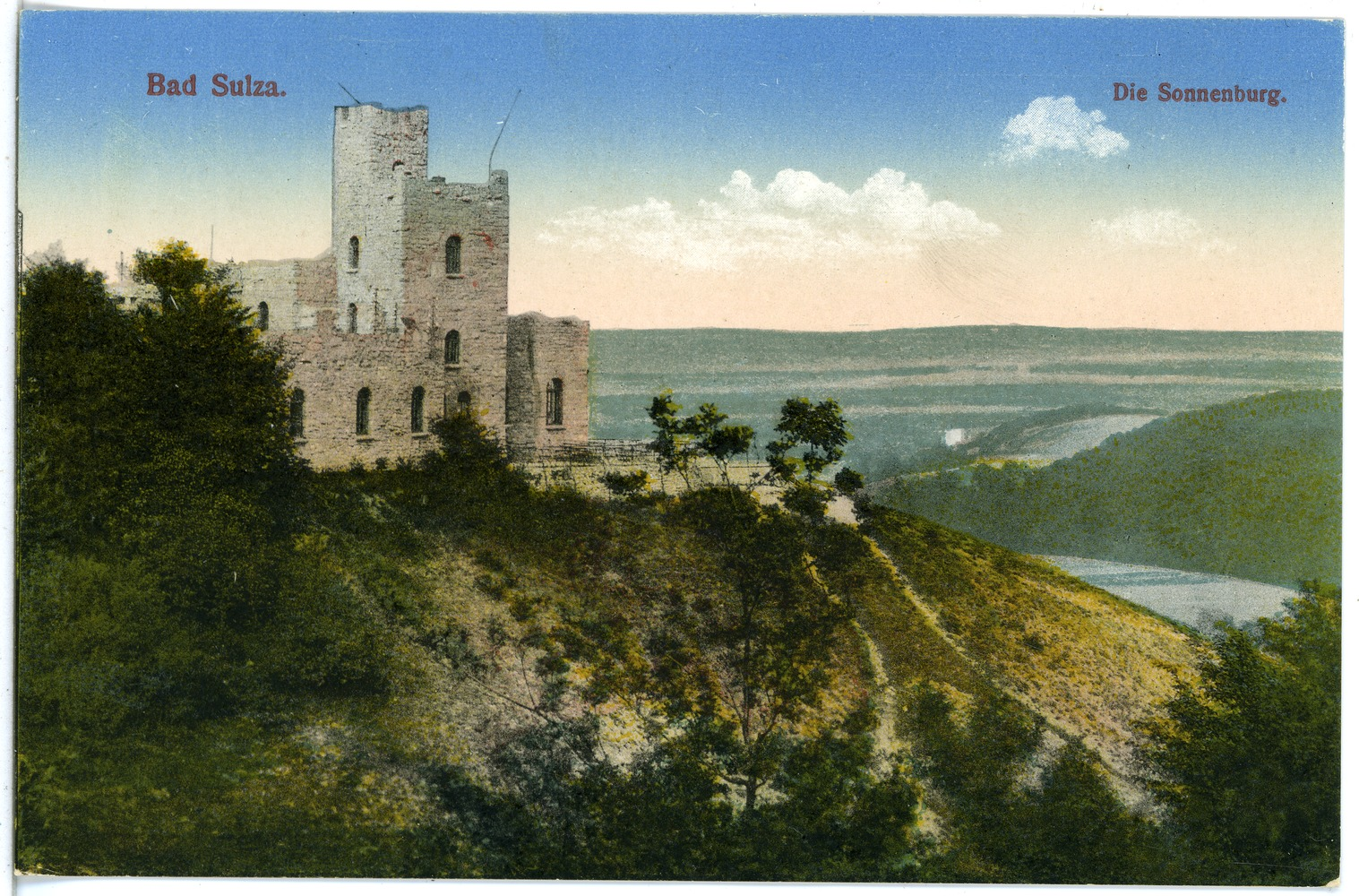
Sonnenburg auf einer Postkarte von 1918
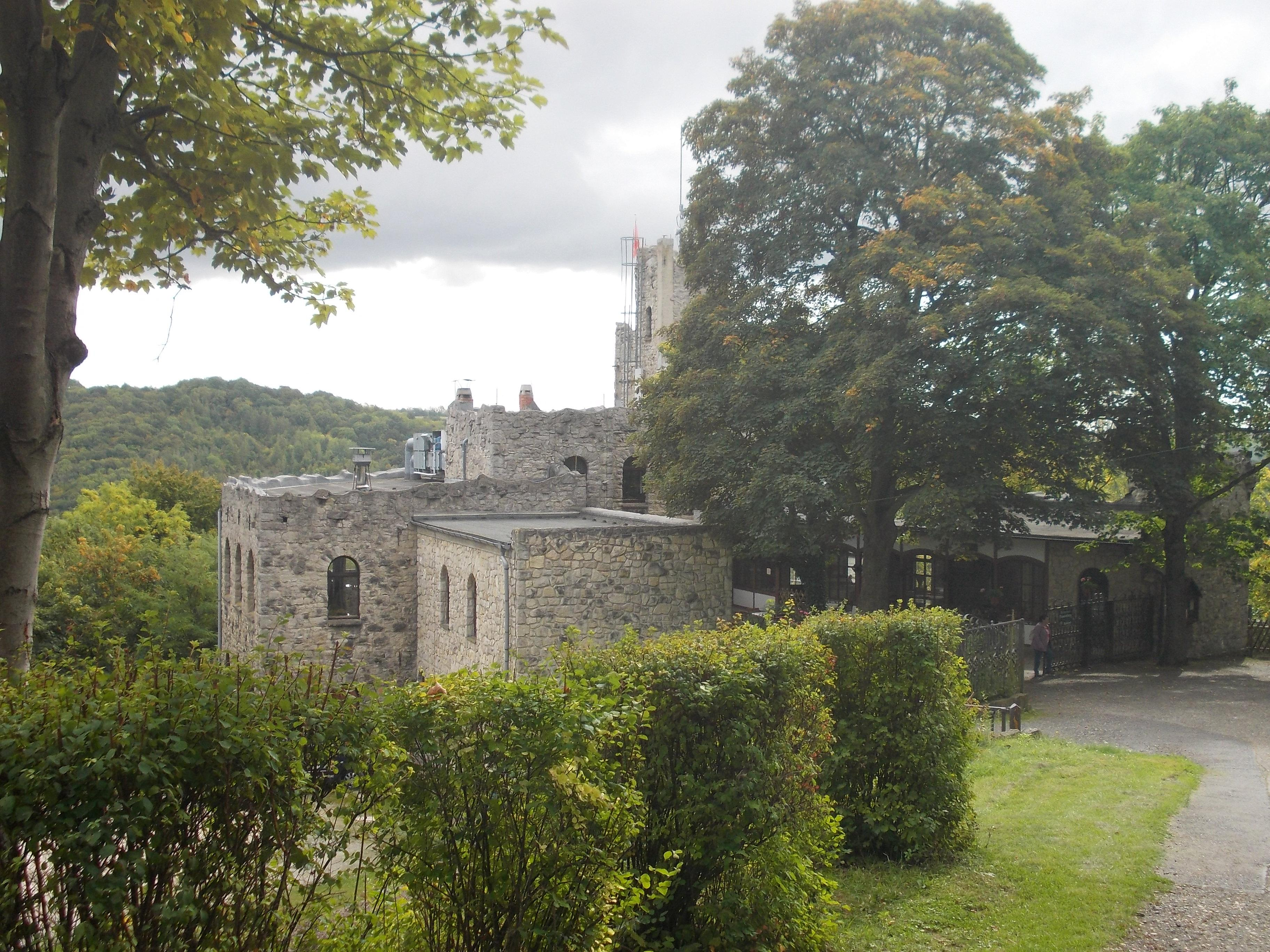
Sonnenburg von „oben“, 2015
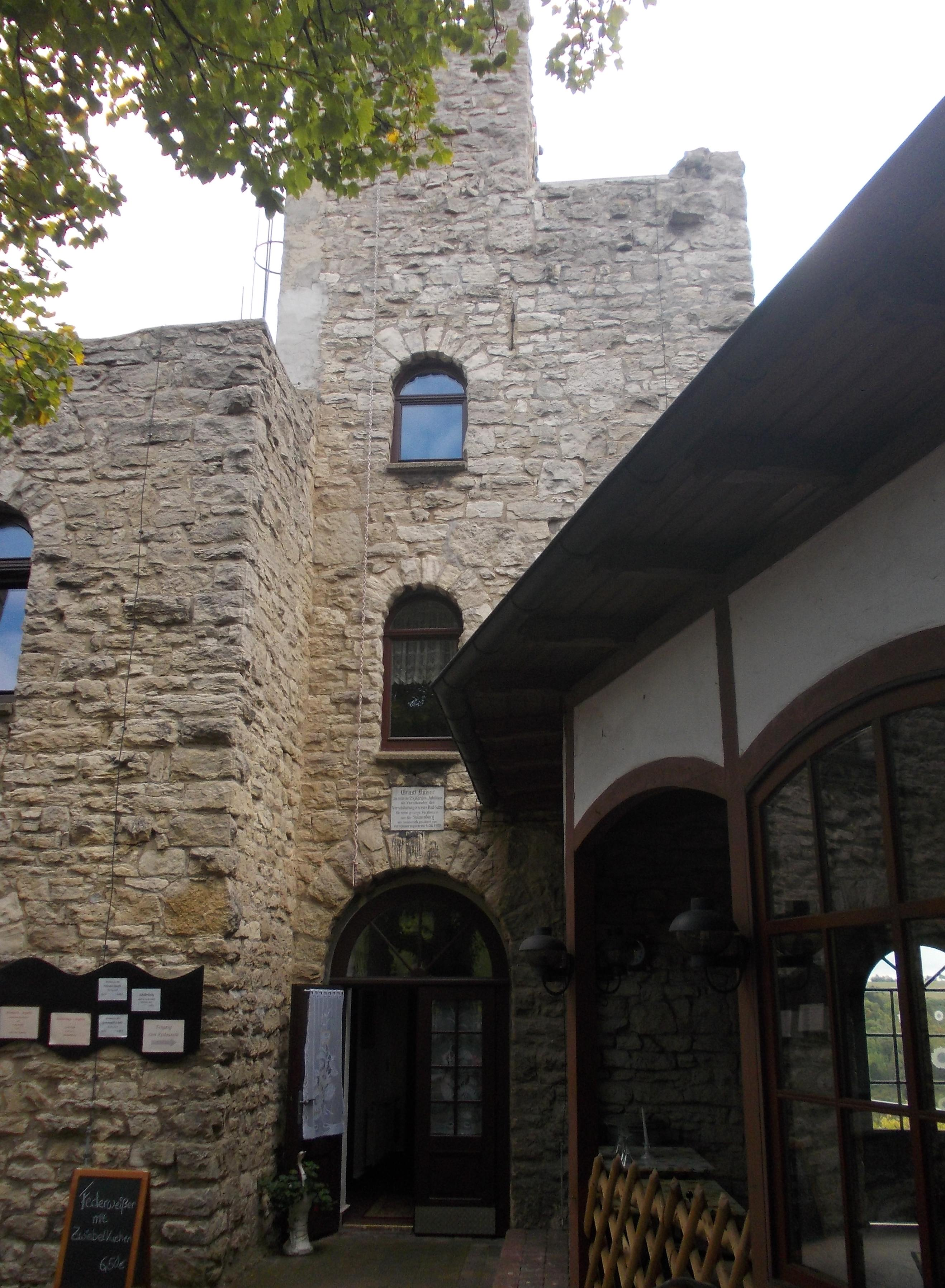
Eingang zur Sonnenburg, 2015